# M110 (automoteur)
Pour les articles homonymes, voir M110.
Le canon automoteur de 8 pouces (203 millimètres) M110 était le plus grand obusier automoteur de l'armée américaine.

## Historique

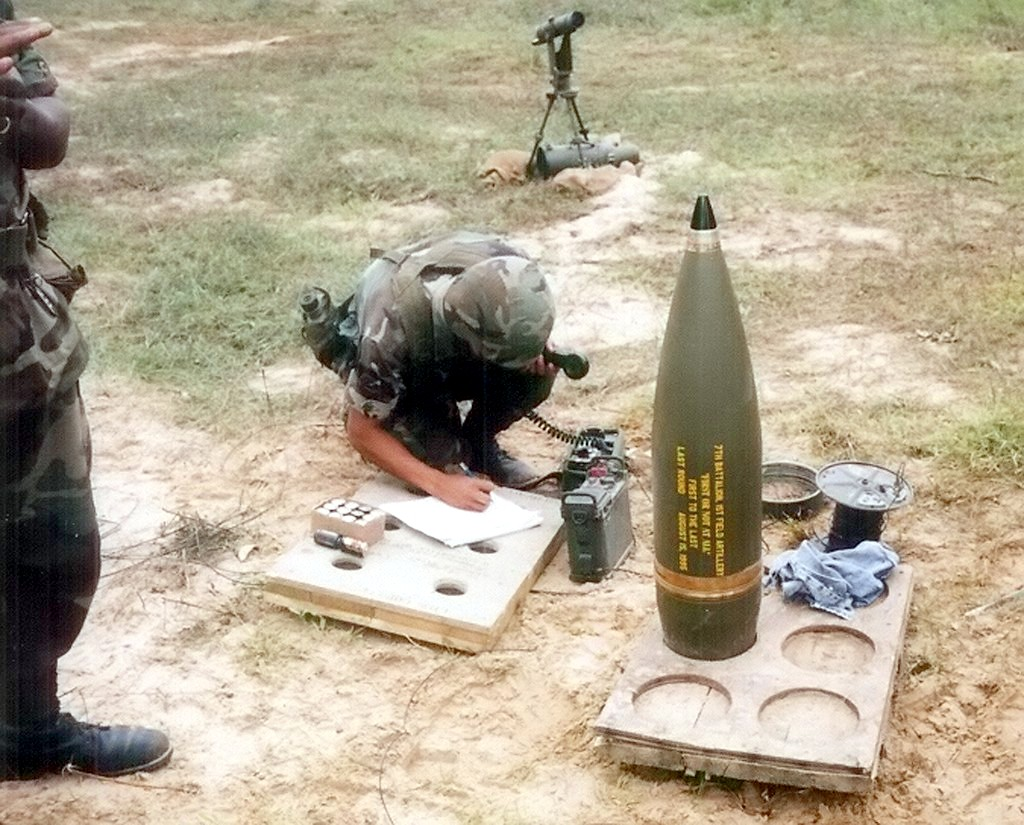
Dernier obus de 203 mm tiré avant la désactivation du 7e bataillon du premier régiment d'artillerie de campagne américain le 15 août 1995.

À partir de 1959, Pacific Car and Foundry Company conçoit un châssis pour des obusiers automoteurs interchangeables avec des canons de 155, 175 et 203 mm. Le  M107 self-propelled gun (en) de 175 mm et le M110 de 203 mm rentrent en service en 1963.
La production originale du M110 a été achevée à la fin des années 1960, date à laquelle environ 750 véhicules avaient été produits. Au cours de l'exercice 1978, 209 M110A2 ont été commandés pour un coût de 109,3 millions de dollars pour une livraison à partir de 1979.
En 1969, le United States Army Armament Command a commencé le développement d'une nouvelle version du M110, qui aurait une portée améliorée grâce à un tube plus long et tirerait de nouveaux types de munitions améliorées de 203 mm. Il a été normalisé sous le nom de M110A1 en mars 1976 et est entré en service en janvier 1977. Le M110A1 a remplacé à la fois le M110 et le M107, qui ont été progressivement retirés du service dans l'armée américaine en Europe en 1980. Il a alors coûté moins de 100 000 dollars pour convertir le M107/M110 en grand nombre à la norme M110A1/M110A2.
Le premier M110A1 a été produit par Bowen-McLaughlin-York en mai 1980 (il a produit son premier M110 en 1965). Le premier M110A2 a été produit en février 1980.
Le M110 de 203 mm a été déployé dans l'artillerie de division (DIVARTY) à raison d'une batterie dotée de quatre pièces par division d'infanterie et d'un bataillon de douze pièces par division blindée ou mécanisée, dans les bataillons de soutien généraux et dans le corps séparé – et les bataillons de niveau militaire. Les missions comprennent un appui général, la contrebatterie, et à l'attaque des systèmes de défense aérienne. 
Durant la guerre froide, il pouvait être doté d'obus atomiques tactiques de type W33, puis W79 à partir de 1981.
Dans l'armée de terre des États-Unis et le Corps des Marines, il est utilisé durant la guerre du Vietnam.
Tsahal l'utilise durant la guerre du Kippour et la guerre du Liban.
L'Iran l'emploie durant la guerre Iran-Irak.
La Turquie l'emploie pour ses opérations au Kurdistan.
Il est complété puis remplacé par le lance-roquettes multiples M270 à partir des années 1980 aux États-Unis.
En 1986, l'organigramme de la DIVARTY des divisions blindées et mécanisées prévoit deux batteries de 6 pièces M110 soit 12 au total au côté d'une batterie de 9 M270.
Il n'est plus en service dans les unités d'active de ce pays depuis 1991 après avoir été employé durant la guerre du Golfe au côté d'obusiers de la Royal Artillery britannique. 
Il y avait 1 023 M110A2 dans l'inventaire de la US Army au début des années 1990, avant que le système ne soit progressivement mis hors service.
Les fûts de canons retirés ont servi pour le corps de bombes GBU-28.
Son équivalent soviétique à partir de 1976 est le 2S7.

## Caractéristiques

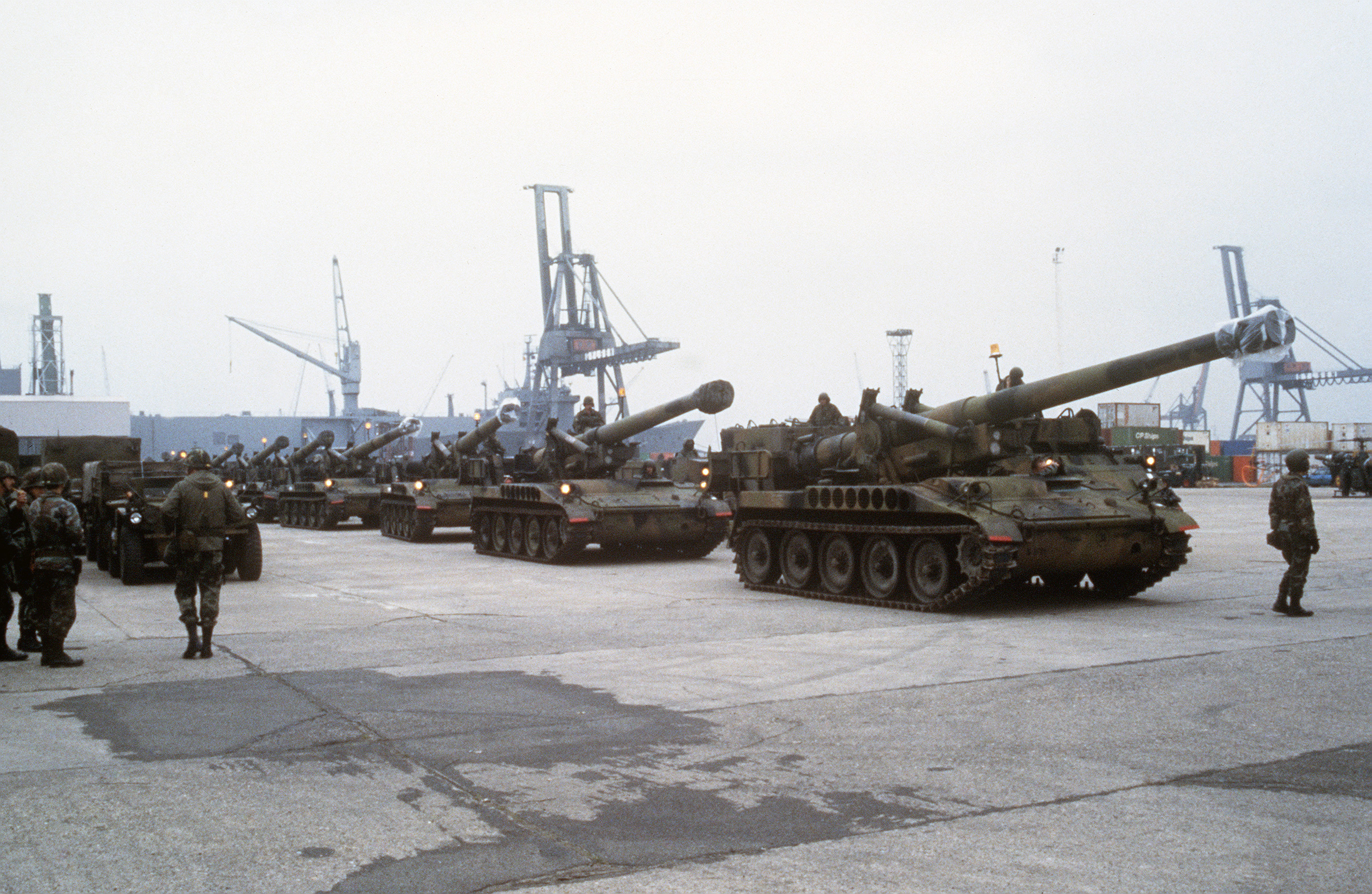
Des M110 dans le port d'Anvers lors des grandes manœuvres Reforger 1984.

L'obusier de 203 mm M2A2 est monté sur un affût M158. Il pointe en site de −2° à +65° et en azimut sur 30° à droite et à gauche. Ces manœuvres sont assistées hydrauliquement, mais des commandes manuelles de secours sont prévues. Le M2A2 n'a pas de frein de bouche ni d'évacuateur de fumée. Le bloc-culasse est à vis. À l'arrière du châssis, un dispositif de chargement permet de soulever le projectile du sol et de le pousser dans la chambre.
Sa portée varie entre 16,8 et 30 km selon les munitions.
Il peut emporter deux obus. L'équipe de soutien et les munitions utilisent, pour les forces américaines, le tracteur d'artillerie M548.

## Projectiles
- M14 d'exercice

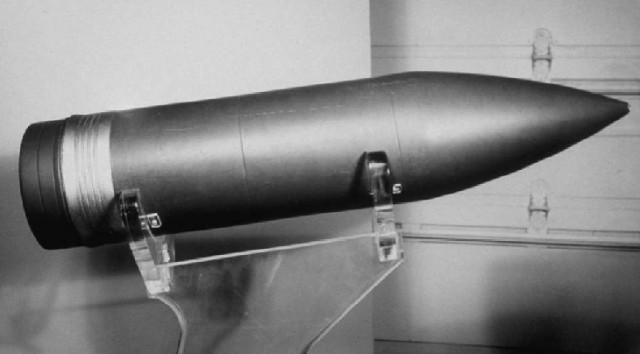
un obus atomique de 203 mm W33.

- M106 explosif brisant (91 kg, 16,5 kg de TNT, vitesse initiale : 594,4 mètres par seconde, portée : 16,8 km)[5]
- M650 HE rocket assist projectile (RAP)
- M509 ICM - sous-munitions -
- M404 ICM anti-personnel (airburst) - sous-munitions -
- M426 obus chimique au sarin
- M422A1 Artillery Fired Atomic Projectile[6] - 2 000  produit entre 1957 et 1965 -
- M424 High Altitude Spotting Round, obus de repérage pour l'obus nucléaire M422
- XM753 Atomic RA (rocket assisted)[7]

En novembre 1994, l'US Army avait environ 1,6 million d'obus d'artillerie conventionnelle de 8 pouces dans son inventaire. Les obus atomiques étant retirés en 1991.
En 2022, l'obus M106 est fabriqué entre autres au Pakistan.

## Utilisateurs

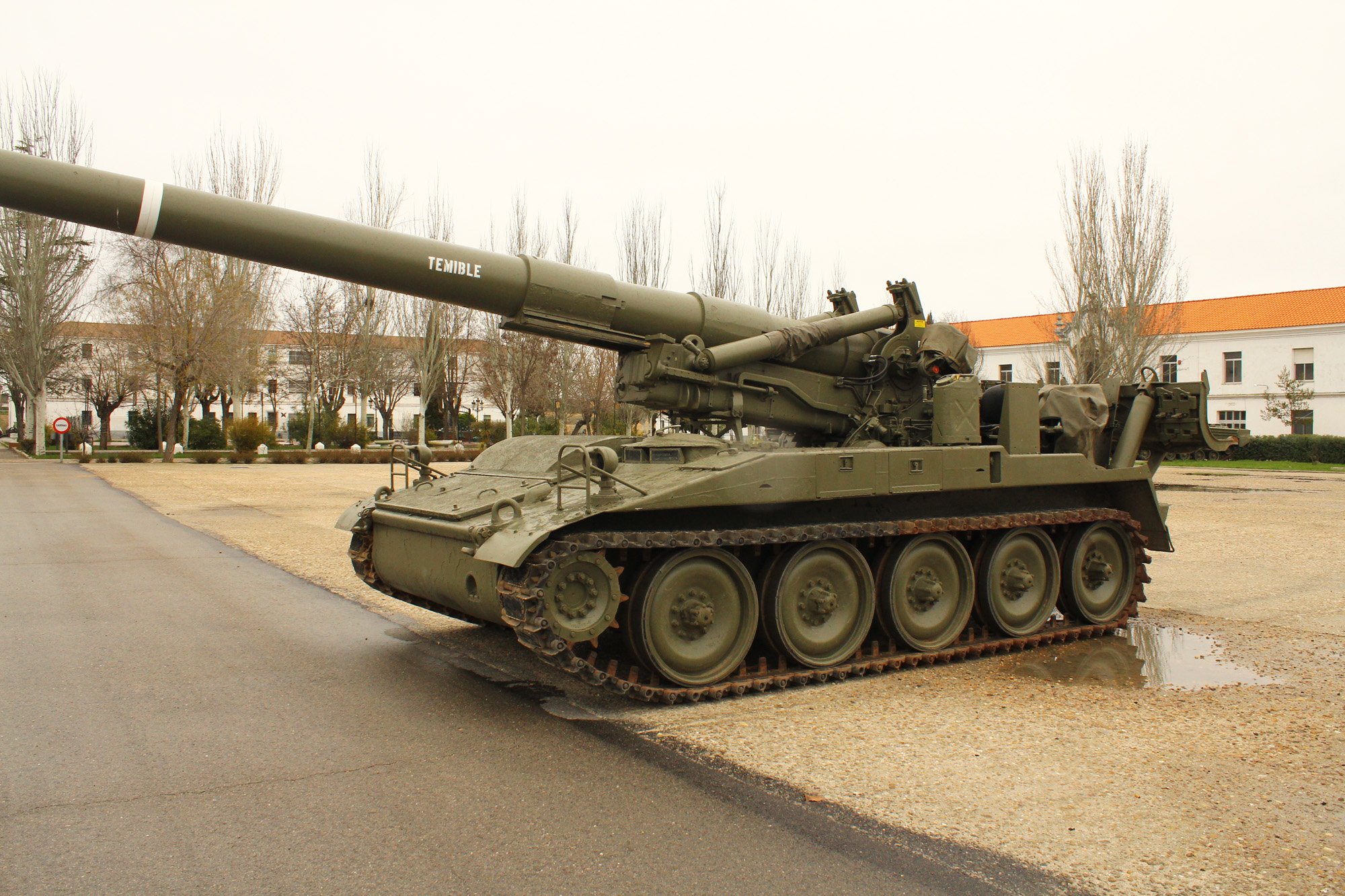
M110 de l'armée de terre espagnole conservé dans un musée.

### En 2020
- Bahreïn : La Force terrestre royale de Bahreïn a reçu 13 M110A2 des Pays-Bas livrés en 1994[9] et 25 livrés par les États-Unis en 1996[10].
- Corée du Sud
- Grèce : De 110 à 145 M110A2, en service en 2019
- Japon : 91 M110A2
- Jordanie : 89 M-110A2 en 2011[11]
- Iran
- Maroc : 60 M110
- Pakistan [12]
- Taïwan : 70 en 2022[13].
- Turquie : 219 M110A2 remplacement en cours par le T-155 Fırtına.

### Ancien utilisateurs
- Allemagne de l'Ouest puis Allemagne : jusqu'en 1993
- Belgique : 11 M110/M110A2 (en 1983[14])
- Espagne 12 M107 reçus en 1973 convertis en M110A2 en octobre 1988, 24 M110A2 perçus en 1993 provenant de l'US Army. Employés en artillerie de division en support aux régiments jusqu'à 2009.
- États-Unis : de 1962 à 1995
- Israël
- Italie : retiré en 1998
- Pays-Bas
- Royaume-Uni : 16 M110[15], retirés en 1993
- République du Viêt Nam